# Загір Шазада
Загір Шах Аль-Зада (18 листопада 1910, Афганістан) — афганський хокеїст, що представляв Афганістан на літніх Олімпійських іграх 1936.
Нападник/захисник. Брав участь у змаганнях з хокею на траві.